# Maigret gerät in Wut
Maigret gerät in Wut (französisch: La colère de Maigret) ist ein Kriminalroman des belgischen Schriftstellers Georges Simenon. Er ist der 61. Roman einer Reihe von insgesamt 75 Romanen und 28 Erzählungen um den Kriminalkommissar Maigret. Der Roman entstand vom 13. bis 19. Juni 1962 in Echandens und wurde vom 28. Juni bis 22. Juli des Folgejahres von der französischen Tageszeitung Le Figaro in 21 Folgen abgedruckt. Die Buchausgabe folgte im 4. Quartal 1963 beim Pariser Verlag Presses de la Cité. Die erste deutsche Übersetzung von Hansjürgen Wille und Barbara Klau erschien 1964 bei Kiepenheuer & Witsch als Maigret ist wütend. 1979 veröffentlichte der Diogenes Verlag eine Neuübersetzung von Wolfram Schäfer unter dem Titel Maigret gerät in Wut.
Als der Eigentümer mehrerer Striptease-Bars verschwindet, sieht für Kommissar Maigret alles nach einer Abrechnung im Pariser Rotlichtmilieu um den Place Pigalle aus. Erst Wochen zuvor war der Kopf einer korsischen Verbrecherbande auf offener Straße erschossen worden. Doch das fleißige Geschäftsgebaren des Verschwundenen und sein braves Familienleben passen nicht zum Bild einer zwielichtigen Milieugröße. Die Ermittlung bringt schließlich ungeahnte Hintergründe ans Tageslicht, die Maigret in Wut geraten lassen.

## Inhalt

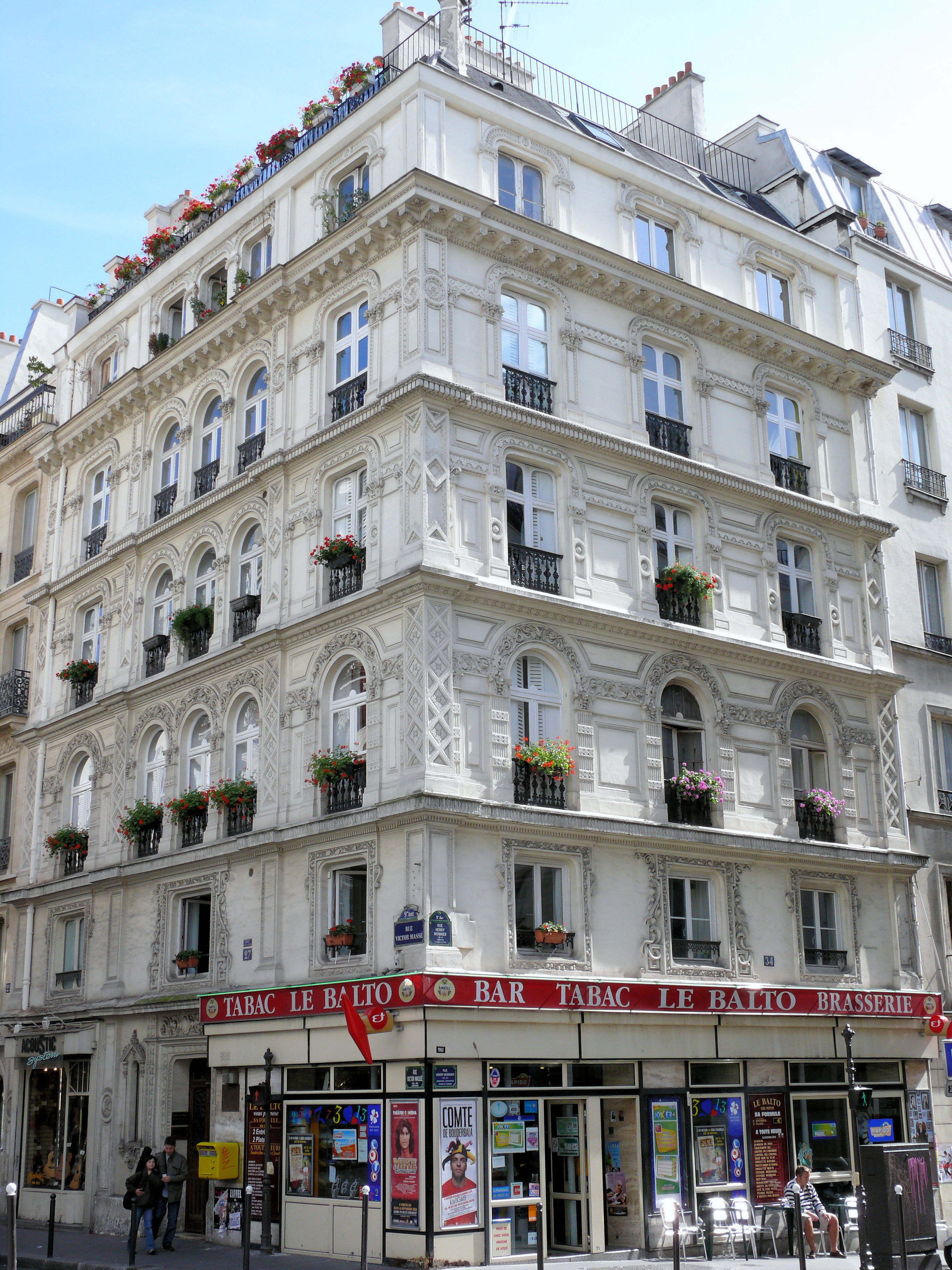
Rue Victor-Massé im 9. Arrondissement von Paris

Es ist der 12. Juni in Paris, und am Quai des Orfèvres herrscht Ferienstimmung, als der Italiener Antonio Farano seinen Schwager Émile Boulay als vermisst meldet. Boulay ist Besitzer einer Kette von Nachtclubs am Montmartre und an den Champs-Élysées. Doch der ehemalige Steward entspricht in seinem bescheidenen, arbeitsamen Wesen so gar nicht dem Klischee vom Rotlichtmilieu. Er lebt mit seiner Frau Marina, der Schwägerin Ada und seiner italienischen Schwiegermutter unter einem Dach in der Rue Victor-Massé, ohne dass es je zu einer Affäre mit einer Stripteasetänzerin gekommen wäre. Allabendlich kümmert er sich eigenhändig um die Clubs und überlässt die finanziellen Geschäfte dem schmierigen Buchhalter Jules Raison.
Der einzige Anhaltspunkt für Boulays Verschwinden scheint der Tod des korsischen Bandenchefs Mazotti zu sein. Dieser wurde vor einem Monat erschossen, nachdem er vergeblich versucht hatte, Schutzgeld zu erpressen. In der Folge verhörte Inspektor Lucas verschiedene Milieugrößen, darunter auch mehrfach Boulay, allerdings ohne jedes Ergebnis. Der Türsteher und Polizeispitzel Louis „Mickey“ Boubée bestätigt Maigret, dass Mazottis Tod nichts mit dem Nachtclubbesitzer zu tun hatte, sondern die Folge einer Abrechnung unter Gangsterbanden war. Boulay hingegen wird nach zwei Tagen erwürgt beim Friedhof Père-Lachaise aufgefunden, und weder die Todesart noch die späte Leichenentsorgung sprechen für eine professionelle Tat im Verbrechermilieu.
Die Ermittlungen fördern nur wenige Indizien zutage: Boulay hatte Wochen vor seinem Tod die für ihn ungewöhnlich hohe Summe von 5000 Francs abgehoben. Und am Tatabend versuchte er wiederholt nervös, eine Telefonverbindung zu erhalten, ehe er schließlich die Rue Pigalle hinunterging, ohne jedoch seinen dort gelegenen Club zu erreichen. Als Maigret erfährt, dass Boulays Anwalt Jean-Charles Gaillard in der abzweigenden Rue La Bruyère residiert, gerät dieser in seinen Verdacht. Doch der Kommissar zweifelt an seiner Intuition, denn während er schon von verärgerten Klienten gehört hat, die ihren Anwalt umbringen, kennt er keinen umgekehrten Fall.
Maître Gaillard scheint mit einer wenig umfangreichen Klientel ausgesprochen gute Geschäfte zu machen, wobei auffällig ist, dass er nur leichte Fälle annimmt, in denen er problemlos den Freispruch oder eine Bewährungsstrafe für seinen Mandanten erwirkt. Durch das Verhör des Autodiebs Gaston Mauran kommen die Machenschaften des Anwalts ans Tageslicht. Angeblich um Polizei und Justiz zu bestechen nimmt Gaillard seinen Mandanten regelmäßig hohe Geldbeträge ab, die er in Wahrheit in die eigene Tasche steckt, da die Fälle ohnehin leicht zu gewinnen sind. Maigret gerät in Wut, als er erfährt, dass der Anwalt sogar den Kommissar als käuflich dargestellt hat.
Aus Sorge, die Untersuchung von Mazottis Ermordung könne sich negativ auf seine Geschäfte auswirken, ließ sich auch Boulay von seinem Anwalt zu einem Bestechungsgeld von 5000 Francs verleiten. Als Inspektor Lucas ihn jedoch immer wieder am Quai vorladen ließ, beschwerte sich der nervös gewordene Nachtclubbesitzer bei Gaillard über die fehlende Gegenleistung. Dieser brachte seinen Mandaten um, damit seine schmutzigen Geschäfte nicht aufflogen, konnte die Leiche wegen einer Reparatur seines Wagens allerdings erst zwei Tage später entsorgen. Obwohl der zornige Maigret geschworen hat, sich nicht von dem verbrecherischen Anwalt erweichen zu lassen, fühlt er doch Mitleid, als dieser ihm seine beiden Leidenschaften beichtet: die einstmals innig geliebte, doch nun psychisch erkrankte Ehefrau und die Spielsucht, mittels der er seinem unglücklichen Privatleben entfloh. Als der Kommissar vom Suizid des Anwalts in seiner Gefängniszelle erfährt, entladen sich seine Gefühle abermals in einem Wutausbruch.

## Interpretation
Ein Leser von Maigret gerät in Wut fragt sich laut Oliver Hahn den ganzen Roman über: „Ist der jetzt wütend? Nein, ärgerlich, aber nicht wütend.“ Doch da „leere Versprechungen im Titel“ nicht Simenons Art seien, „muss da noch was kommen“. Tatsächlich kommt es erst ganz am Ende des Romans zum titelgebenden Wutausbruch, als Maigret vom Gerücht seiner Bestechlichkeit erfährt, das einzig in die Welt gesetzt wurde, um damit Geschäfte zu machen. In der Konfrontation mit dem Anwalt kann er sich kaum beherrschen, diesen nicht zu schlagen. Stanley G. Eskin sieht darin den größten Wutanfall des Kommissars in der Maigret-Serie. Allerdings ist der gemeinhin mit Mitgefühl und Verständnis assoziierte Maigret auch in anderen Romanen zu Ausbrüchen von Wut und Empörung fähig. Tilman Spreckelsen beschreibt den Kommissar als „empfindlich, wenn es um seine Ehre geht, empfindlicher jedenfalls, als es seine behäbige Statur ahnen lässt.“ Darüber hinaus zwinge ihn die Diagnose seines Arztes Dr. Pardon, seinen Alkoholkonsum zu zügeln, was ihn „weder gelassener noch als Ermittler besser“ mache. In jedem Fall sei Maigret gerät in Wut schlicht „ein schöner Titel für einen Roman“.
Aufgrund des Handlungsortes Montmartre fühlt sich Murielle Wenger an einen früheren Roman der Reihe erinnert, in dem Maigret ebenfalls in die Welt der Nachtclubs und Striptease-Bars eintaucht: Maigret und die Tänzerin. Hier hat mit dem „Grashüpfer“ ein anderer Türsteher seinen Auftritt, der nicht nur äußerlich an den zwergenhaften Louis „Mickey“ Boubée erinnert. Laut Detlef Richter erhält der Leser bei Maigrets Spaziergängen durch das Vergnügungsviertel um den Place Pigalle „einen tiefen Einblick in die Seele dieser Pariser Gegend.“ Das Mordopfer scheint allerdings nicht in dieses Milieu zu passen: ein ruhiger Geschäftsmann und biederer Familienvater, in dessen durchorganisiertem Leben kein Platz für unvorhergesehene Ereignisse blieb. Bei der Suche nach seinem Mörder spricht sich Maigret, gleichsam wie ein Leitmotiv, immer wieder denselben Satz vor: „Ein Anwalt bringt seine Mandanten nicht um.“ Auch wenn sich Maigret nur schwer an den Gedanken gewöhnen kann, dass Boulays Rechtsbeistand gleichzeitig sein Mörder ist, kommen Juristen ganz allgemein im Korpus der Serie nicht gut weg, was sich in Maigret und das Verbrechen in Holland und Maigret bei den Flamen sogar auf Jurastudenten erstreckt. Eine Reminiszenz an einen anderen frühen Roman, Maigret und die kleine Landkneipe, bildet der Gasthof Le vieux Garçon, den Maigret mit seiner Gattin seit zwanzig Jahren besucht. Jedenfalls zeigt sich Madame Maigret den Roman über demonstrativ nicht eifersüchtig, als ihr Mann mit den Freudenmädchen am Pigalle verkehrt, und auch über seine verräterische Alkoholfahne am Ende sieht sie großmütig hinweg.

## Rezeption
Maigret hat laut dem amerikanischen Magazin The Critic guten Grund für seine Wut. Schließlich stehe die Reputation der Pariser Polizei auf dem Spiel. „Hauptkommissar Maigret löst den Fall und räumt das Durcheinander in seiner typischen Art auf. Es gibt niemanden wie Maigret und fast jedes Maigret-Abenteuer ist lohnend.“ Books and Bookmen fand im Roman einen launischen Maigret, dessen Brüterei sich unter der Junihitze und seinem angegriffenen Gerechtigkeitsempfinden in einem gefährlichen Ausbruch entlade: „Gewöhnlich empfindet er Mitleid, wenn er schließlich seinen Mann in die Ecke getrieben hat, doch dieses Mal ist es anders.“ Für The Spectator entwirft Simenon im Roman einen ungewöhnlichen Typ: „einen bürgerlichen Nachtclubbesitzer, der treuliebend, heimverbunden und gewissenhaft im Geschäft ist“, so dass er in der Unterwelt den Spitznamen „Krämer“ erhält. „Maigrets tiefes Verständnis für den Montmartre hilft ihm, einen verblüffenden Mord aufzuklären.“ Das amerikanische Magazin Best Sellers wertete: „Das ist wirklich ein rätselhafter Mord, und Maigrets beinahe besessenes Interesse am Fall macht es so spannend wie jede andere der besseren Maigret-Geschichten.“ Publishers Weekly urteilte kurz und knapp: „ein superber ‚Maigret‘“.
Für Tilman Spreckelsen war Maigret gerät in Wut hingegen ein „flügellahmer Roman, […] ein bisschen zäh, ein bisschen gezwungen“. Man höre es „im Gefüge dieses Buches knirschen, […] der Wille zur Lesertäuschung durch falsche Fährten liegt hier so offen wie nie“. Dazu beschreibe Simenon ein „nicht sonderlich gut ausgeleuchtetes Milieu“ mit verniedlichenden Familienszenen. Anders urteilte Detlef Richter: „Auch dieser Band glänzt vor allem wegen der detailverliebten, atmosphärischen Beschreibungen“. In der Schilderung des nächtlichen Treibens um den Pigalle lege Simenon „wieder viel Wert auf eine authentische Darstellung der Szenen. Und es gelingt ihm nahezu perfekt.“ Sein Fazit lautete: „Atmosphäre pur und ein Maigret in Bestform erwarten den Krimi-Fan.“ Carsten Friedrichs von der Musikgruppe Superpunk zählte Maigret gerät in Wut jedenfalls zu „Simenons All-Time-Classics“.
Die Romanvorlage wurde zweimal im Rahmen von Fernsehserien verfilmt. Nach einem japanischen Fernsehfilm mit Kinya Aikawa aus dem Jahre 1978 spielte 1983 Jean Richard den Kommissar in der französischen TV-Serie Les Enquêtes du commissaire Maigret.

## Ausgaben
- Georges Simenon: La colère de Maigret. Presses de la Cité, Paris 1963 (Erstausgabe).
- Georges Simenon: Maigret ist wütend. Übersetzung: Hansjürgen Wille, Barbara Klau. Kiepenheuer & Witsch, Köln 1964.
- Georges Simenon: Maigret ist wütend. Übersetzung: Hansjürgen Wille, Barbara Klau. Heyne, München 1969.
- Georges Simenon: Maigret gerät in Wut. Übersetzung: Wolfram Schäfer. Diogenes, Zürich 1979, ISBN 3-257-21113-9.
- Georges Simenon: Maigret gerät in Wut. Sämtliche Maigret-Romane in 75 Bänden, Band 61. Übersetzung: Wolfram Schäfer. Diogenes, Zürich 2009, ISBN 978-3-257-23861-7.